# Sociedade Esportiva do Gama
La Sociedade Esportiva do Gama, meglio noto come Gama, è una società calcistica brasiliana con sede a Gama, nel Distretto Federale.

## Storia
Il club è stato fondato da un gruppo di sportivi che volevano una squadra di calcio professionistica che rappresentasse la città di Gama nel Campionato Brasiliense. Il 15 novembre 1975, il club è stato fondato.
Il club ha vissuto i suoi anni d'oro negli anni 90, quando il Gama vinse sei campionati statali, e vinse anche il Campeonato Brasileiro Série B.
Nel 1999 Wagner Marques, presidente del club all'epoca, guidato da alcuni numerologi, ha cambiato il nome della squadra in "Gamma" (con due lettere "m", al posto di una). Ai tifosi non è piaciuto questo cambiamento. Nel 2002, il club è retrocesso nel Campeonato Brasileiro Série B, e nel 2003 ha riassunto il nome di "Gama".

## Palmarès

### Competizioni nazionali
- Campeonato Brasileiro Série B: 1

1998

### Competizioni regionali
- Copa Centro-Oeste: 1

1981

### Competizioni statali
- Campionato Brasiliense: 14

1979, 1990, 1994, 1995, 1997, 1998, 1999, 2000, 2001, 2003, 2015, 2019, 2020, 2025

### Altri piazzamenti
- Campeonato Brasileiro Série C:

Secondo posto: 2004
Terzo posto: 1995
- Campionato Brasiliense:

Secondo posto: 1980, 1993, 1996, 2002, 2004, 2006, 2011
Semifinalista: 2024
- Copa Verde:

Finalista: 2016
- Copa Centro-Oeste:

Finalista: 2002
Semifinalista: 2001